# Julija Pleškova
Julija Michajlovna Pleškova (in russo Юлия Михайловна Плешкова?; Elizovo, 17 maggio 1997) è una sciatrice alpina russa.

## Biografia
Attiva in gare FIS dal dicembre del 2013, la Pleškova ha esordito in Coppa Europa il 3 dicembre 2017 a Lillehammer Hafjell in slalom gigante, senza qualificarsi per la seconda manche, ai Campionati mondiali a Åre 2019, dove si è classificata 31ª nella discesa libera e non ha completato supergigante e combinata, e in Coppa del Mondo il 23 febbraio 2019 a Crans-Montana in discesa libera (26ª). Ai Mondiali di Cortina d'Ampezzo 2021 si è piazzata 27ª nella discesa libera e 30ª nel supergigante; il 2 marzo dello stesso anno ha conquistato in Val di Fassa in supergigante il primo podio in Coppa Europa (2ª) e il giorno successivo la prima vittoria, nelle medesime località e specialità. Ai XXIV Giochi olimpici invernali di Pechino 2022, suo esordio olimpico, si è classificata 20ª nella discesa libera, 18ª nel supergigante, 27ª nello slalom gigante, 10ª nella combinata e 11ª nella gara a squadre. È inattiva dalla fine della stagione 2021-2022 poiché in seguito all'invasione russa dell'Ucraina del 2022 gli atleti russi sono stati esclusi dalle competizioni riconosciute dalla Federazione internazionale sci e snowboard.

## Palmarès

### Mondiali juniores
- 1 medaglia:
  - 1 bronzo (discesa libera a Davos 2018)

### Coppa del Mondo
- Miglior piazzamento in classifica generale: 71ª nel 2022

### Coppa Europa
- Miglior piazzamento in classifica generale: 38ª nel 2021
- 2 podi:
  - 1 vittoria
  - 1 secondo posto

#### Coppa Europa - vittorie
| Data         | Località     | Paese  | Specialità |
| ------------ | ------------ | ------ | ---------- |
| 3 marzo 2021 | Val di Fassa | Italia | SG         |

Legenda:

SG = supergigante

### South American Cup
- Miglior piazzamento in classifica generale: 11ª nel 2018
- 3 podi:
  - 1 vittoria
  - 2 secondi posti

#### South American Cup - vittorie
| Data              | Località    | Paese | Specialità |
| ----------------- | ----------- | ----- | ---------- |
| 19 settembre 2017 | El Colorado | Cile  | SG         |

Legenda:

SG = supergigante

### Far East Cup
- Miglior piazzamento in classifica generale: 5ª nel 2021
- Vincitrice della classifica di supergigante nel 2019
- Vincitrice della classifica di slalom gigante nel 2021
- 10 podi:
  - 6 vittorie
  - 2 secondi posti
  - 2 terzi posti

#### Far East Cup - vittorie
| Data          | Località         | Paese  | Specialità |
| ------------- | ---------------- | ------ | ---------- |
| 14 marzo 2018 | Južno-Sachalinsk | Russia | SG         |
| 15 marzo 2018 | Južno-Sachalinsk | Russia | SG         |
| 19 marzo 2019 | Južno-Sachalinsk | Russia | SG         |
| 20 marzo 2019 | Južno-Sachalinsk | Russia | SG         |
| 26 marzo 2021 | Južno-Sachalinsk | Russia | GS         |
| 27 marzo 2021 | Južno-Sachalinsk | Russia | GS         |

Legenda:

SG = supergigante

GS = slalom gigante

### Campionati russi
- 10 medaglie:
  - 4 ori (discesa libera nel 2018; supergigante nel 2021; discesa libera, supergigante nel 2022)
  - 6 bronzi (discesa libera, supergigante, combinata nel 2016; discesa libera, combinata nel 2017; slalom gigante nel 2021)